# Цифров единен пазар
Цифров единен пазар на Европейския съюз е стратегия за единен пазар на ЕС, който да премахне бариерите от национален характер или на други юрисдикции за електронна търговия въз основа на концепцията за общ пазар и премахване на търговските бариери.
Стратегията за Цифров единен пазар (Digital Single Market Strategy) е обявена на 6 май 2015 от Жан-Клод Юнкер, тогава председател на Европейската комисия. Юнкер вижда потенциала да „подобри“ финансовото положение на ЕС, като хармонизира различните цифрови пазари сред държавите членки, създаде работни места и допринесе за общество, базирано на знания. Цифровият единен пазар е един от десетте политически приоритета на ЕК, като цели да обедини 28 национални цифрови пазари в един и да направи цифровите услуги достъпни за всички граждани и подобри конкурентноспособността на цифровата икономика.